# 巡間町
巡間町（はざまちょう）は、愛知県瀬戸市東名連区の町名。丁番を持たない単独町名である。

## 地理
- 瀬戸市の東部に位置する[8]。西を門前町・惣作町、北を凧山町、東を南白坂町・上山路町と隣接している[8]。
- 大目神社から傘松・赤猿峠を経て猿投山西ノ宮（豊田市）に至る登り口に位置する[8]。
- 地内は大部分が山林地帯[8]。中世の窯跡が多数分布している[9]。

### 河川
- 惣作川（赤津川支流） ： 町の北部を西流している。
- 南巡間川（惣作川支流） ： 町の中央部を北流し、惣作川に注ぎ込んでいる。途中、巡間上池と巡間下池がある。

### 学区
市立小・中学校に通う場合、学区は以下の通りとなる。また、公立高等学校普通科に通う場合の学区は以下の通りとなる。
| 番・番地等 | 小学校                 | 中学校                 | 高等学校 |
| ---------- | ---------------------- | ---------------------- | -------- |
| 全域       | 瀬戸市立にじの丘小学校 | 瀬戸市立にじの丘中学校 | 尾張学区 |

## 歴史

### 町名の由来
この地は、大部分が赤津村字新巡間・小巡間であり、町名設定の際に、この字名を採って巡間町にしたと推察される。

### 沿革
- 1943年（昭和18年）8月9日 - 瀬戸市大字赤津字新巡間の全域と、字小巡間・惣作の各一部により、同市巡間町として成立[2]。

## 世帯数と人口
2025年（令和7年）3月1日現在の世帯数と人口は以下の通りである。
| 町丁   | 世帯数 | 人口 |
| ------ | ------ | ---- |
| 巡間町 | 0世帯  | 0人  |

### 人口の変遷
国勢調査による人口の推移
| 1995年（平成7年）  | 2人 | [ 12 ] |  |
| 2000年（平成12年） | 2人 | [ 13 ] |  |
| 2005年（平成17年） | 2人 | [ 14 ] |  |
| 2010年（平成22年） | 1人 | [ 15 ] |  |
| 2015年（平成27年） | 1人 | [ 16 ] |  |
| 2020年（令和2年）  | 0人 | [ 17 ] |  |

### 世帯数の変遷
国勢調査による世帯数の推移。
| 1995年（平成7年）  | 2世帯 | [ 12 ] |  |
| 2000年（平成12年） | 2世帯 | [ 13 ] |  |
| 2005年（平成17年） | 2世帯 | [ 14 ] |  |
| 2010年（平成22年） | 1世帯 | [ 15 ] |  |
| 2015年（平成27年） | 1世帯 | [ 16 ] |  |
| 2020年（令和2年）  | 0世帯 | [ 17 ] |  |

## 交通

### 鉄道
町内に鉄道は走っていない。最寄り駅は名鉄瀬戸線尾張瀬戸駅になる。

### バス
町内にバスは走っていない。最寄りのバス停は、名鉄バス「東山線」【11】【12】系統の東明町バス停になる。

### 道路
東海環状自動車道せと赤津インターチェンジ ： 町の北部にある。IC番号は5。せと赤津PAを併設している。

## 施設
- 大目神社[8] ： 創祀は詳らかではないが古くは八王子社と呼ばれ、その鎮座地を｢大目森｣（おおまもり）と言われた[18]。

- 大目神社

## その他

### 日本郵便
- 郵便番号 ： 489-0852[6]（集配局：瀬戸郵便局[19]）。